# اریخ مخلر
اریخ مخلر (انگلیسی: Erich Maechler؛ زادهٔ ۲۴ سپتامبر ۱۹۶۰) دوچرخه‌سوار اهل سوئیس است.